# Stanley Bacon
Stanley Bacon (Camberwell, 13 de agosto de 1885 — Streatham, 13 de outubro de 1952) foi um lutador de luta livre britânico.

## Carreira
Foi vencedor da medalha de ouro na categoria de 73 kg em Londres 1908.